# Gaylaxicon
Gaylaxicon è un festival periodico di fantascienza, fantasy e genere dell'orrore incentrato su argomenti gay, lesbici, bisessuali e transgender-LGBT. Si è svolto in varie località degli Stati Uniti d'America e occasionalmente anche in Canada, spesso sulla East Coast.
Iniziato nel 1988 a Provincetown, nel Massachusetts, è stato organizzato dai membri dell'associazione fandom Gaylactic Network. La "Gaylaxian Science Fiction Society" (GSFS) era il capitolo della rete della Nuova Inghilterra, che organizzava la convention originale.
I Gaylactic Spectrum Awards sono stati talvolta assegnati a Gaylaxicon e istituiti dagli stessi organizzatori della conferenza annuale. Ora sono gestiti dal "Gaylactic Spectrum Awards Council", un'organizzazione indipendente.

## Edizioni
| Anno | Città               | Stato federato              | Ospiti d'onore: Autori                                                    | Ospiti d'onore: Altri                                                                             | Note                                                                                                | Riferimenti       |
| ---- | ------------------- | --------------------------- | ------------------------------------------------------------------------- | ------------------------------------------------------------------------------------------------- | --------------------------------------------------------------------------------------------------- | ----------------- |
| 1988 | Provincetown        | Massachusetts               | J.F. Rivkin                                                               | —                                                                                                 | Gaylaxicon '88, 90 partecipani                                                                      | [ 1 ]             |
| 1990 | Tewksbury           | Massachusetts               | Melissa Scott                                                             | Hannah M.G. Shapero (artista)                                                                     | Gaylaxicon '90, 130 partecipanti                                                                    | [ 1 ]             |
| 1991 | Tewksbury           | Massachusetts               | Samuel R. Delany                                                          | Hannah M.G. Shapero (artista)                                                                     | Gaylaxicon '91, 245 partecipanti                                                                    | [ 1 ]             |
| 1992 | Filadelfia          | Pennsylvania                | Tanya Huff                                                                | Tristan Alexander (artista)                                                                       | Gaylaxicon IV, 360 partecipanti                                                                     | [ 1 ]             |
| 1994 | Rockville           | Maryland                    | Jewelle Gomez                                                             | Tom Howell (artista) Forrest J. Ackerman (ospite speciale)                                        | Gaylaxicon V, 350 partecipanti                                                                      | [ 1 ]             |
| 1995 | Niagara Falls       | New York                    | Don Sakers                                                                | Heather Bruton (artista)                                                                          | Gaylaxicon VI, 180 partecipanti                                                                     | [ 1 ] [ 2 ]       |
| 1996 | Burlington          | Massachusetts               | Ellen Kushner Delia Sherman                                               | Colleen Doran (artista)                                                                           | Gaylaxicon VII, 342 partecipanti                                                                    | [ 1 ]             |
| 1997 | Marlborough         | Massachusetts               | —                                                                         | —                                                                                                 | Gaylaxicon Lite '97, 90 partecipanti                                                                | [ 1 ]             |
| 1998 | Troy                | Michigan                    | Anne Harris                                                               | Kurt Erichson (cartoonista) Frank Gembeck, Jr. (artista)                                          | Gaylaxicon 8, 60 partecipanti                                                                       | [ 1 ]             |
| 1999 | Contea di Arlington | Virginia                    | Diane Duane                                                               | Nancy Janda (artista) Jean-Pierre Dorleac (ospite speciale)                                       | Gaylaxicon 1999, 303 partecipanti, the 10th Gaylaxicon                                              | [ 1 ] [ 3 ]       |
| 2000 | Arlington           | Virginia                    | Fiona Patton                                                              | Nan Fredman (artista)                                                                             | Gaylaxicon 2000, 265 partecipanti                                                                   | [ 1 ] [ 4 ]       |
| 2004 | San Diego           | California                  | David Gerrold                                                             | Joe Phillips (artista) Virginia Hey (attrice: Farscape)                                           | 285 partceipanti                                                                                    | [ 5 ]             |
| 2005 | Boston              | Massachusetts               | Lois McMaster Bujold                                                      | Phil Jimenez (artista: Star Trek: Hidden Frontier)                                                | 250 partecipanti                                                                                    | [ 6 ]             |
| 2006 | Toronto             | Ontario (Canada)            | Nalo Hopkinson                                                            | Ellen Muth (attrice) Richard Arnold (media) Michael Rowe (editor)                                 | Gaylaxicon 2006                                                                                     | [ 7 ] [ 8 ] [ 9 ] |
| 2007 | Atlanta             | Georgia                     | Jim Grimsley                                                              | Georges Jeanty (artista)                                                                          | Altri ospiti: David Gerrold, Joe Haldeman, Steve Berman, Toni Weisskopf, James Cawley, David B. Coe | [ 9 ] [ 10 ]      |
| 2008 | Bethesda            | Maryland                    | Geoff Ryman                                                               | Alicia Austin (artista)                                                                           | | [ 9 ] [ 11 ]      |
| 2009 | Minneapolis         | Minnesota                   | Margaret Weis                                                             | Andy Mangels Lawrence Schimel Terrance Griep                                                      | Gaylaxicon 2009, 313 partecipanti                                                                   | [ 12 ] [ 13 ]     |
| 2010 | Montréal            | Québec (provincia) (Canada) |                                                                           |                                                                                                   | Canceled                                                                                            | [ 15 ]            |
| 2011 | Atlanta             | Georgia                     | n/a (Wayback del sito web di Outlacon elenca gli ospiti, ma solo tre GoH) | Amber Benson (GoH) Don Schermerhorn e Wayne Hergenroder (fan GoHs)                                | 13-15 maggio. Ospitato come parte di Outlantacon.                                                   | [ 18 ]            |
| 2012 | Minneapolis         | Minnesota                   | Kyell Gold                                                                | Gary Russell (attore) (scrittore/produttore) Lyda Morehouse (scrittrice) Barbara Schulz (artista) | Gaylaxicon 2012, partecipanti sconosciuti                                                           | [ 19 ]            |
| 2014 | Atlanta             | Georgia                     | Philip Bonneau                                                            |                                                                                                   | 2-4 maggio                                                                                          | [ 20 ]            |
| 2016 | Minneapolis         | Minnesota                   |                                                                           |                                                                                                   | sconosciuti                                                                                         | [ 21 ]            |
| 2018 | Atlanta             | Georgia                     |                                                                           |                                                                                                   | 11-13 maggio Outlantacon/Gaylaxicon 2018 partecipanti sconosciuti                                   | [ 21 ]            |